# Artemisia judaica
Artemisia judaica L. – gatunek roślin z rodziny astrowatych (złożonych). Rośnie naturalnie na Saharze, w Algierii, Libii, Czadzie, Egipcie, Izraelu oraz Arabii Saudyjskiej.

## Morfologia
PokrójKrzew. Gałązki są szarawe i owłosione. Dorasta do 30–80 cm wysokości.
LiścieSą zmienne. Na wegetatywnych pędach mają szeroko jajowaty kształt.
KwiatyZebrane we wiechach. Mają żółtą barwę.
Owocniełupki o odwrotnie jajowatym kształcie. Są nagie i prążkowane.

## Biologia i ekologia
Naturalnymi siedliskami są uedy oraz kamieniste równiny pustynne. Jest przystosowana do życia na półpustyniach. Podczas upalnej pogody zrzuca dolne liście, górne pokryte kutnerem odbijają światło słoneczne chroniąc roślinę przed nadmierną transpiracją.

## Zmienność
Znany jest jeden podgatunek w obrębie tego gatunku:
- Artemisia judaica subsp. sahariensis (L.Chevall.) Maire

## Zastosowanie
- Cała roślina ma gorzki smak, który spowodowany jest przez laktony sekwiterpenowe. Jej korzenny aromat wykorzystuje się do aromatyzowania niektórych rodzajów alkoholi i win typu wermut[7].
- Jest rośliną leczniczą, w odpowiedniej dawce pobudza i poprawia nastrój, używana jest także jako lek na robaki i dolegliwości żołądkowe. W zbyt dużej dawce jest trująca[7].

## Obecność w kulturze
Według badaczy roślin biblijnych dwa gatunki bylicy: Artemisia herba-alba oraz Artemisia judaica są rodzime  dla Ziemi Świętej i są wielokrotnie wymieniane w Biblii (Lm 3,15-19; Jr 9,14; 23,15; Ap 8,11). Ich gorzki smak symbolizuje przykrości, niedolę, odrzucenie przez Boga, cierpienia i sąd. Np. w Lamentacjach (Lm 3,19) jest zdanie: "Wspomnienie udręki i nędzy – to piołun i trucizna". W Biblii cytowane są także jako wyraz zgorzknienia z powodu niesprawiedliwości (Am 5,7; 6,12; Prz 5,4).